# Henri Houssaye (Havas)
Pour les articles homonymes, voir Houssaye.
Henri Houssaye, né le 30 mars 1853 à Équemauville où il meurt le 24 septembre 1919, est un patron de presse français.
Il dirige l'agence de presse Havas de 1900 à 1914 après avoir été le bras droit d'Édouard Lebey, patron depuis 1879.

## Biographie

### Carrière
Houssaye est entré à 21 ans chez Havas en 1874 en même temps qu'Édouard Lebey, futur directeur et fils d'un des actionnaires.
Henri Houssaye avait épousé Louise Lebey, la cousine d'Édouard Lebey, dont le père était maire d’Equemauville, dans la région de Honfleur, d'où venait aussi Jacques-Édouard Lebey le père d'Édouard Lebey. Henri Houssaye fut expédié immédiatement en Espagne pour couvrir jusqu’en 1876 la Troisième Guerre carliste, crise diplomatique des Bourbons d’Espagne à l’origine de guerres civiles à répétition. En 1876, Édouard Lebey avait engagé un autre honfleurais qui fera lui aussi, une brillante carrière chez Havas, Léon Pognon.
Cinq ans après leur entrée dans la maison, Lebey et Houssaye sont propulsés à la direction : Lebey prend la présidence du groupe et le secteur « publicité ». Il se charge du secteur « information ». Il fait face à des nombreux défis, comme la création en 1884 de l'Agence télégraphique républicaine et la création du quotidien le Matin, qui se veulent des sources d'informations inédites sur l'actualité internationale.
Henri Houssaye fit installer un immense mât de T.S.F. sur le toit de l’immeuble Havas, Place de la Bourse, pour alimenter l’émetteur radio d'Havas, en 1896, l'année où il ouvre un bureau permanent à New York.
Il fit venir d’Honfleur, son neveu Charles Houssaye âgé alors de 26 ans qu’il envoya très rapidement à Buenos Aires pour tisser un réseau d’agences et de correspondants à travers toute l’Amérique du Sud, et qui est chargé en 1902, depuis Buenos Aires de diriger tout le secteur sud-américain, zone dévolue traditionnellement à Havas, dans le cadre du « partage du monde » entre les grandes agences.
Souffrant de la maladie de Parkinson, Édouard Lebey a dû renoncer à la direction effective au profit d'Henri Houssaye, qui devient directeur en 1900, mais qui démissionne en janvier 1914, à 61 ans, car il est usé et déprimé à la suite du décès de son fils de 25 ans, mort de la tuberculose. Le 2 septembre 1914, il dirige l'évacuation de l'agence vers Bordeaux afin d'éviter de tomber aux mains des allemands.
Après avoir cessé de travailler à l'agence vers 1915, année où il ne fait plus que de brèves apparitions au siège de l'entreprise:313, il est mort en septembre 1919. Un triumvirat lui succède à la tête des services d'information d'Havas: Charles Houssaye, André Meynot, et Ernest Barbie. Charles Houssaye, à 37 ans reprend alors la direction d’Havas en 1915.